# Apanteles sagus
Apanteles sagus är en stekelart som beskrevs av Kotenko 1986. Apanteles sagus ingår i släktet Apanteles och familjen bracksteklar. Inga underarter finns listade i Catalogue of Life.